# 恆春機場
恆春機場，為臺灣民航機場之一，位於臺灣屏東縣恆春鎮，由交通部民用航空局恆春航空站管理，以飛行國內航線為主，為臺灣本島最南端、亦為最小型的機場。因機場地處恆春古城北方之五里亭，因此也有以地名稱之，名為「五里亭機場」。受限落山風等不良條件，自2015年起已無任何班機起降。

## 歷史
恆春機場於台灣日治時期稱為「恆春飛行場」，依照中華民國國軍二戰後接受資料為1943年8月落成啟用，但依據日治時期的《飛行機隊戰闘行動調書》顯示，恆春飛行場應於1941年就存在。
2000年3月發包將軍用機場改建為民用機場，2003年12月29日竣工，於2004年1月12日啟用。共投資新台幣6億多元完成。立榮航空、復興航空、華信航空開辦臺北松山航線，華信航空亦開辦臺中航線。
但是恆春機場原始設計是雙跑道運行，主風向跑道正對落山風，現為陸軍航空特戰指揮部龍勤營區與航空站之聯絡道，當初的雨季風向跑道擴建後為目前使用民航跑道。受地形氣候影響，恆春半島每年10月到隔年4月盛行落山風，跑道方向導致落山風成為是標準的側風，因交通部民用航空局規定ATR機型在本機場最大側風限制為10KT，冬季常超過標準造成班機無法起降，客人相繼流失。恆春機場平均每年虧損約新台幣6,000萬元。華信航空臺中航線在恆春機場一星期內採不定時停飛。2007年8月10日復興航空、華信航空停飛臺北航線。2012年10月交通部民用航空局表示，已經考慮將此機場關閉。
2019年5月28日，立榮航空正式停飛松山飛往恆春航班，至此恆春機場已完全沒有定期航班飛航。

## 利用情況
恆春機場位於恆春古城北方之五里亭，距墾丁僅十五分鐘車程，以地理位置來說確實可以大幅節省往返墾丁的時間，每週有2班次（週二、四）往來台北。然而冬季常因落山風關閉，或改降高雄國際機場，在第二條跑道完工前，實用性很低，且因為使用率過低，被譏為只能養蚊子的「蚊子機場」。近日已有廢除恆春機場的要求。
除定期旅客航線外，自2006年6月起亦有民間公司開行直升機觀光路線，遊程約十餘分鐘，但已停止此服務。
航空業人士表示，恆春機場因離到場程序需經過第三核能發電廠限航區，萬一起降過程單發失效怕無法避開限航區，為高風險機場，不願意飛行。超輕型飛機業者則估計，恆春機場每年無法正常起降的時間，可能超過半年以上。
若能開闢第二跑道，則可以讓恆春機場實用化，但開闢第二跑道不但經費龐大，而且使用第二跑道起降也有跑道兩頭又面臨山脈造成起降困難的問題。
2004年台北－恆春航線載客數有2萬3,000多人次，但之後就一路下滑，2006年為1萬1,000多人次，到2011年只有2,448人次，約開航第1年的1/10。
2014年台北－恆春航線載客數首次降至千人以下，全年才768人次，2014年8月只飛了兩班，載了21人次，2014年9月至2019年1月近53個月航班數及載客人數為零。
2017年8月，安捷飛航訓練中心由總機師從台東機場搭載兩名教官，沿著海岸線飛行，在半小時內抵達恆春機場，除了測試越野飛行程序起降，機場塔台及消防人員都配合演練，為近三年來首度有搭載人員的民航訓練機起降。
2020年9月21日，屏東縣政府試辦恆春機場包機計畫，由菲律賓白金航空首度試飛。
2022年8月，銳鳶無人機、阿帕契直升機、眼鏡蛇直升機、黑鷹直升機等軍機進駐恆春機場，因應共軍圍台軍演頻越海峽中線。

## 改善計畫
恆春航空站2014年一整年載量只有700人，環境幾近蚊子館，民航局正進行活化機場計畫，屏東縣政府爭取要將恆春機場升格為國際機場，吸納港、澳及中國、韓國及日本遊客。
目前到墾丁的香港、澳門遊客很多，多是飛抵小港機場，但小港機場有宵禁，因此，縣府將評估恆春機場直飛港、澳的經濟效益，另外，以恆春為軸心，4小時航程的城市也將進行評估，包括中國大陆的上海及北京、韓國首爾、日本的東京、大阪及神戶。但恆春機場本身已因多次落山風的關係影響國內航班起降，能否開拓國際航線就更是疑問，因此屏東縣政府的評估計畫亦被認為不切實際。
2019年3月31日，屏東縣政府追加「恆春航空站改善中長期計畫」，提出四帖長期調理藥方，包含延續國際包機計畫、升格為屏東恆春國際機場、請民航局規劃設計中長期裝設儀器降落系統（ILS）、延長既有跑道、增設側風跑道等，能讓恆春機場起死回生。立委鍾佳濱認為，一是跑道長度延長，能讓不受側風影響的大型飛機起降，二是調整跑道方向避免落山風，但這都得交給專業評估，安全最重要，得先談適航性，也就是硬體條件改變，再來談市場性。
2021年12月，恆春機場已七年沒有航班起降，地方訴求機場硬體改善升級、升格國際機場，讓國境之南的機場能起死回生。民航局評估報告結論指出各項方案並無投入必要，藉空運改善當地觀光希望恐落空；另除可行性研究，行政院也指示朝「軍民合用」方向規劃，但軍方目前並無需求，只能繼續維持現狀。
2022年7月22日，因恆春直航菲律賓包機計畫受到COVID-19疫情影響一直無下文，導致存廢爭議仍舊未歇，屏東縣政府藉此舉辦空中嘉年華，以兩人座輕航機俯瞰恆春半島。

## 交通資訊
- 台鐵恆春線
  - 五里亭（恆春航空站）
- 台26線
- 屏南快速公路（規劃中）

## 外部連結
- 恆春航空站 （页面存档备份，存于）（繁體中文）（英文）